# UGM-96 Trident I
Tên lửa UGM-96 Trident I, hay Trident C4, là một tên lửa đạn đạo phóng từ tàu ngầm của Mỹ, chế tạo bởi Lockheed Martin Space Systems, Sunnyvale, California, Hoa Kỳ. Việc triển khai tên lửa bắt đầu từ năm 1979, Trident I thay thế tên lửa Poseidon. Tên lửa UGM-96 Trident được loại biên vào năm 2005, và được thay thế bởi tên lửa Trident II.

## Lịch sử
Năm 1980, Hải quân Hoàng gia Anh đã yêu cầu Mỹ bán tên lửa Trident I theo thỏa thuận mua bán tên lửa Polaris (Polaris Sales Agreement). Năm 1982, Hải quân Hoàng gia Anh đã chuyển sự chú ý sang tên lửa UGM-133 Trident II. Đây là những tên lửa Trident đầu tiên được đưa vào trang bị.
Tên lửa Trident I là một loại tên lửa nhiên liệu rắn ba tầng.
Tám tàu ngầm đầu tiên thuộc lớp tàu ngầm Ohio được trang bị tên lửa Trident I. Mười hai tàu tiếp theo thuộc lớp tàu ngầm James Madison và Benjamin Franklin cũng được tái trang bị bằng tên lửa Trident I, thay cho tên lửa Poseidon.